# 唐都 (汉朝)
唐都（?—?），西汉汉武帝时天文学家，方士出身。
唐都祖先为楚国史官，精于星象、方术。太史公司马谈曾向唐都受学天官。汉武帝元封七年（前104年），太史令司马迁等建议废弃原有《颛顼历》，另造汉朝新历。汉武帝派他和司马迁、星官射姓、历官邓平和落下闳共同协作，制造新历。唐都负责天部。经近一年时间测试运算，同年新历造成，以正月为岁首，采用有利于农时的二十四节气，年中置闰。武帝改元太初，于是新历法史称《太初历》。